# Sterowność
Sterowność - cecha procesu lub obiektu (np. samolotu, statku) określająca jego podatność na sygnały sterujące (np na wychylenie wolantu, obrót koła sterowego, ale także na zmianę sterującego napięcia elektrycznego na wejściu wzmacniacza), objawiająca  się właściwą, przewidzianą reakcją na te sygnały.